# Dans la brousse
Pour plus de détails, voir Fiche technique et Distribution.
Dans la brousse est un film muet français réalisé par Louis Feuillade et sorti en 1912.

## Fiche technique
- Titre : Dans la brousse
- Réalisation : Louis Feuillade
- Scénario : Louis Feuillade
- Photographie Georges Guérin
- Société de production : Société des Établissements L. Gaumont
- Pays de production :  France
- Langue : film muet avec les intertitres en français
- Format : Noir et blanc — 35 mm — 1,33:1 — Muet
- Métrage : 402 m
- Genre :
- Durée : 13 minutes 20
- Date de sortie : 
  - France : 29 mars 1912

## Distribution
- Renée Carl
- Joë Hamman : Jean Lestrac, le colon
- Gaston Modot
- René Sablon
- Vesta Harold
- Edmond Bréon

## Production

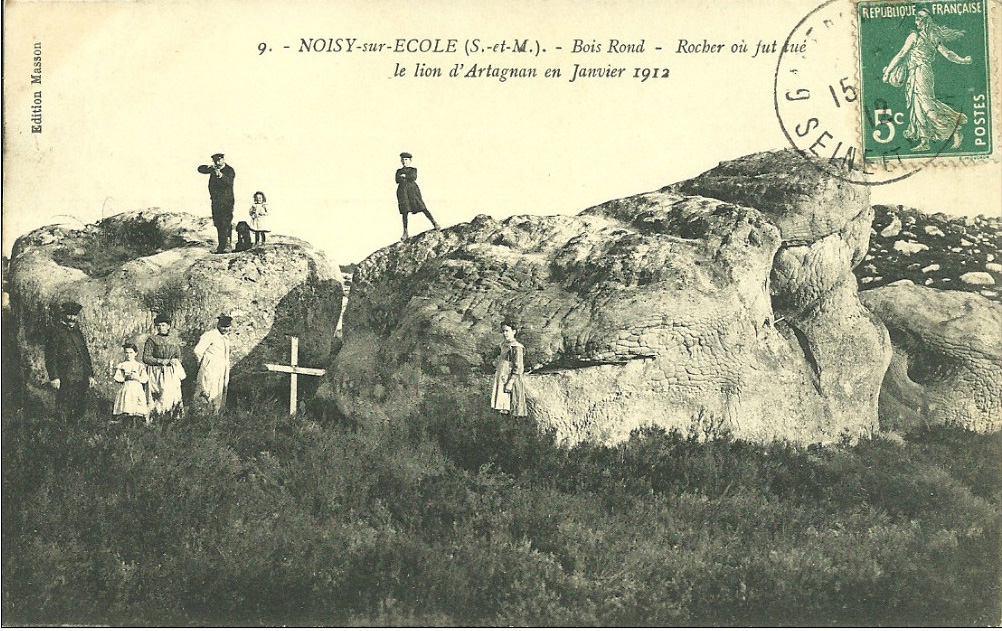
Carte postale figurant une photographie du rocher où fut tué le lion d'Artagnan en janvier 1912.

La scène de chasse aux lions a été tournée en 1912 dans la forêt de Fontainebleau,. Un lion nommé d'Artagnan, particulièrement féroce et responsable de plusieurs victimes, est vendu pour 2 500 francs par une ménagerie foraine qui n'avait pas réussi à le dompter. Une aubaine pour la production du film. Le 19 janvier, la compagnie cinématographique se réunit dans une propriété située au bornage d'Arbonne (aux lieux-dits du Bois-Rond et des Sables d'Arbonne), soit près du massif domanial, mais non en son sein, puisque l'autorisation aurait été certainement refusée. Les paysages du massif présentes, en effet, des lieux de décors variés que les premières industries cinématographiques ont déjà investis. Préalablement, un lion est emmené en automobile à l'emplacement le plus désert des roches du Bois-Rond, dans un enclos dont les deux côtés se réunissent à angle aigu,. Les opérateurs, les acteurs et des spectateurs sont à leur poste dès le matin, un brouillard retardant quelque peu le commencement.
Au cours du tournage, le lion est d'abord chassé de sa cage hors-champ et se promène au milieu du décor. Il est ensuite ramené de force dans son enclos par le personnel de la ménagerie qui l'a fourni. Joë Hamman, l'acteur dans le rôle d'un chasseur à cheval, arrive et joue la scène où il s'endort auprès d'un arbre en ayant pris soin d'attacher la monture. Il doit se réveiller en entendant le lion qui peut alors être aperçu, la cage ayant de nouveau été ouverte. Le fauve monte sur un rocher voisin et apercevant le cheval s'élance. À ce moment, Hamman, dans son rôle, doit tirer sur le lion au moment où ce dernier le charge,. Comme l'acteur l'explique plus tard :

« Tout ceci était purement théorique, car en réalité personne ne pouvait prévoir ce qui allait se passer ; il faut en ce cas compter sur son sang-froid et... le bon hasard ! »

— Joë Hamman
Il lui tire effectivement dessus et l'abat au moment où il est en l'air. Le lion tué est par la suite dépouillé et sa viande distribuée. Plusieurs personnes de Fontainebleau en mangent sans l'apprécier particulièrement : « la chair n'est pas noire comme on pourrait le croire, elle n'est pas tendre non plus ni d'un goût très agréable ».